# Scottish Open 1908
Die Scottish Open 1908 waren die zweite Austragung dieser internationalen Meisterschaften von Schottland im Badminton. Sie fanden Anfang des Jahres in Aberdeen statt. Bei dieser Auflage wurden nur vier Disziplinen ausgetragen, auf die Ausspielung des Dameneinzels wurde verzichtet. Gemeinsam mit den offenen Titelkämpfen fanden auch die geschlossenen nationalen Titelkämpfe von Schottland statt.

## Finalresultate
| Disziplin    | Sieger                        | Finalist                        | Ergebnis            |
| ------------ | ----------------------------- | ------------------------------- | ------------------- |
| Herreneinzel | Frank Chesterton              | George Alan Thomas              | 15–11, 15–6         |
| Herrendoppel | Frank Chesterton Hugh Comyn   | James Crombie W. McKay          | 15–7, 15–10         |
| Damendoppel  | Meriel Lucas G. L. Murray     | Mina Hassell Harris             | 15–3, 15–6          |
| Mixed        | Frank Chesterton Meriel Lucas | George Alan Thomas G. L. Murray | 12–15, 15–10, 15–11 |

## Sieger der Closed Scottish Championships
| Disziplin | Sieger                  |
| --------- | ----------------------- |
| Mixed     | H. J. H. Inglis Balfour |